# Ivo Prskalo
Ivo Prskalo (ur. 2 stycznia 1948 w Čapljinie, zm. 2 września 2010 w Sydney) – australijski piłkarz pochodzenia bośniackiego występujący na pozycji obrońcy.

## Kariera klubowa
Prskalo karierę rozpoczynał w 1967 roku w zespole Velež Mostar, grającym w pierwszej lidze jugosłowiańskiej. W sezonach 1972/1973 oraz 1973/1974 wraz z zespołem wywalczył wicemistrzostwo Jugosławii. Przez 9 sezonów w barwach Veležu rozegrał 168 spotkań. W 1977 roku został zawodnikiem australijskiego Marconi Fairfield. W sezonie 1979 zdobył z nim mistrzostwo NSL, a także został uznany piłkarzem roku tej ligi. W sezonie 1980 wywalczył z klubem Puchar NSL. W 1982 roku zakończył karierę.

## Kariera reprezentacyjna
W reprezentacji Australii Prskalo zadebiutował 27 listopada 1979 w wygranym 2:0 towarzyskim meczu z Chińskim Tajpej. 9 lutego 1980 w zremisowanym 2:2 towarzyskim pojedynku z Czechosłowacją strzelił swojego jedynego gola w kadrze. W latach 1979–1980 w drużynie narodowej rozegrał 12 spotkań.